# جيمس ليونز بيغار
جيمس ليونز بيغار (بالإنجليزية: James Lyons Biggar)‏ هو عسكري جنوب أفريقي، ولد في 16 يوليو 1856، وتوفي في 19 فبراير 1922.